# Лямкина, Валентина Дмитриевна
Валенти́на Дми́триевна Лямкина (11 декабря 1937 — 17 августа 2002) — передовик советской текстильной промышленности, ткачиха Черногорского производственного камвольно-суконного объединения Министерства текстильной промышленности РСФСР, Хакасская автономная область, Герой Социалистического Труда (1977).

## Биография
Родилась в 1937 году в посёлке Учум Ужурского района Красноярского края в русской семье рабочих.
Завершив обучение в восьмом классе школы, уехала в город Канск, окончила школу фабрично-заводского ученичества и стала работать ткачихой на хлопчато-бумажном комбинате.
В 1965 году переехала в город Черногрск и стала работать секретарём-машинисткой на шахте № 17. В 1968 году перешла трудиться на новое предприятие лёгкой промышленности — Черногорский камвольно-суконный комбинат, а уже через несколько лет она одновременно обслуживала 14 станков и была передовиком производства. Меньше чем за три года выполнила план девятой пятилетки. В десятой пятилетки обслуживала уже 24 станка и очень быстро добилась высоких производственных показателей. Её призыв две нормы за одну пятилетку подхватили ткачи всех предприятий страны.
Указом Президиума Верховного Совета СССР от 12 мая 1977 года «За выдающиеся успехи в выполнении плана на 1976 год и принятых социалистических обязательств, достижение наивысшей производительности труда в отрасли, личный вклад в увеличении выпуска высококачественных товаров народного потребления, большую творческую работу по коммунистическому воспитанию и профессиональной подготовке молодых рабочих» Валентине Дмитриевне Лямкиной было присвоено звание Герой Социалистического Труда с вручением ордена Ленина и медали «Серп и Молот».
Продолжала и дальше трудиться в лёгкой промышленности. Участница Выставки достижений народного хозяйства, премировалась автомобилем «Москвич». Позже работала инструктором по обучению. После выхода на пенсию ещё десять лет отработала в жилищно-коммунальном хозяйстве, диспетчером.
Представляла отрасль и свой регион в качестве депутата Верховного Совета СССР 10-го созыва. Была депутатом Красноярского краевого и Черногорского городского советов. С 1971 года член КПСС. Была членом Красноярского крайкома, Хакасского обкома и Черногорского горкома партии
Проживала в Черногорске. Умерла 17 августа 2002 года.

## Награды
За трудовые успехи была удостоена:
- золотая звезда «Серп и Молот» (12.05.1977);
- два ордена Ленина (20.02.1974, 12.05.1977);
- Орден Трудового Красного Знамени (05.04.1971);
- другие медали.
- Почётный гражданин города Черногорска (1986).